# Scharfschützengewehr 82
Das Scharfschützengewehr 82 (SSG 82) ist ein Mehrladescharfschützengewehr im Kaliber 5,45 × 39 mm. Es wurde für polizeiliche Spezialeinheiten der DDR zur Terrorabwehr entwickelt.

## Beschreibung

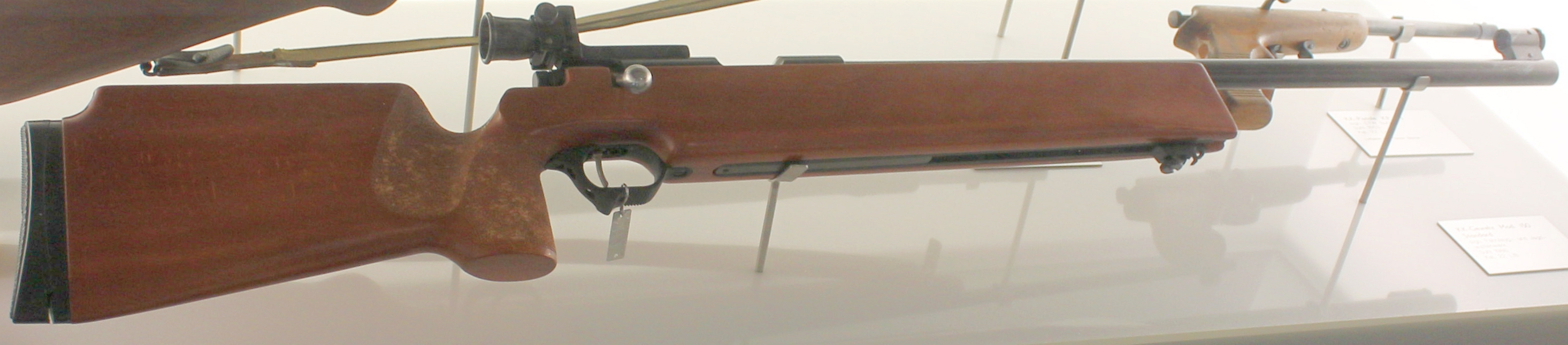
Kleinkaliber-Standardgewehr 150

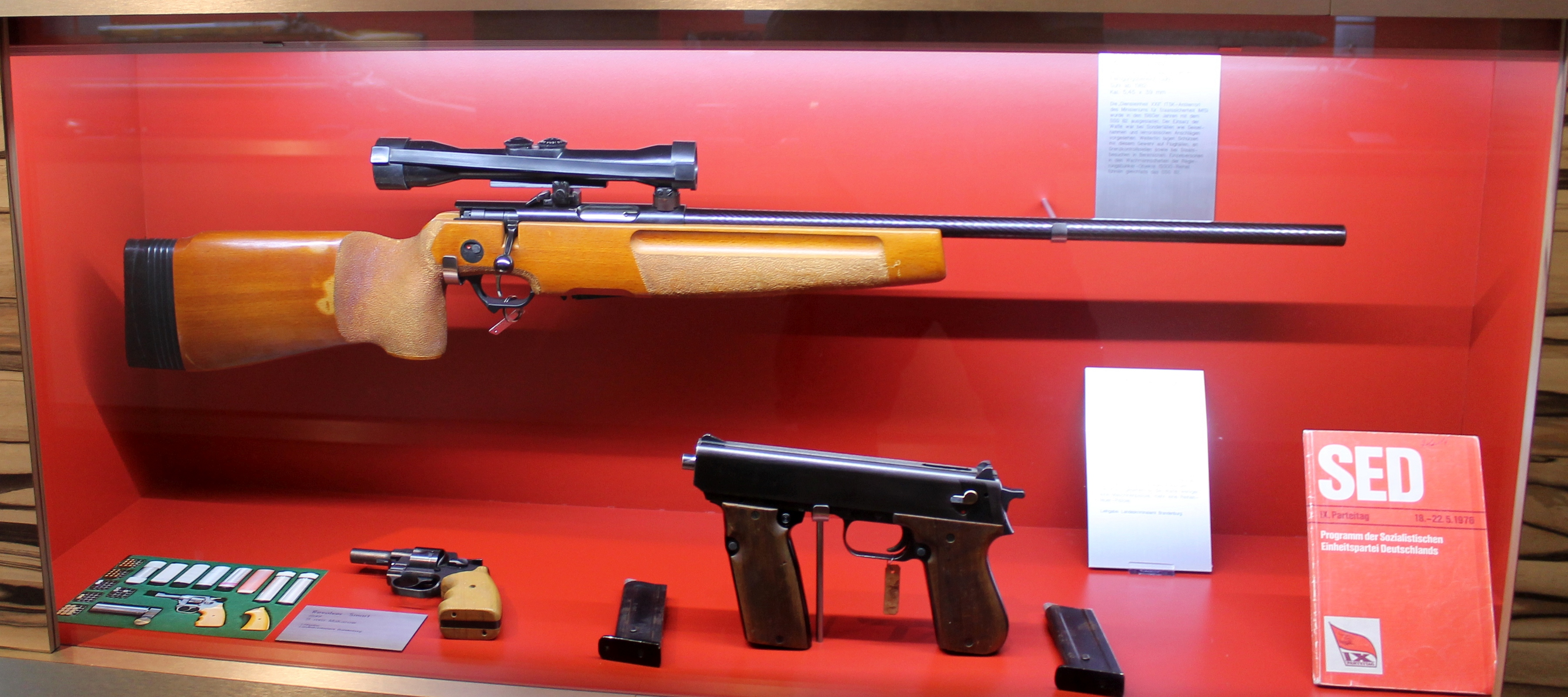
SSG 82 mit Maschinenpistole „IX. Parteitag“ und „Smart“-Revolver

Als Grundlage für die Entwicklung des SSG 82 diente das Suhler Kleinkaliber-Standardgewehr 150.
Das SSG 82 verfügt über einen kaltgehämmerten, freischwingenden Lauf. Die Sportschäftung ähnelt der des KK-Standardgewehres mit Backe und punziertem Pistolengriff. Die Schaftkappe ist in Länge und Höhe einstellbar.
Der Kammerverschluss weist vier Verriegelungswarzen auf und dreht sich um 60°. Der Druckpunktabzug ist einstellbar (350 ±50 pond). Als Sicherung dient eine Schiebesicherung an der rechten Waffenseite oberhalb des Abzuges.
Das vierfach vergrößernde Zielfernrohr stammt aus dem VEB Carl Zeiss Jena („Ziel4/S“ 4×32 ZF, Absehen 1) und ist mit einer Suhler Schwenkmontage befestigt.
Das SSG 82 verschießt speziell für diese Waffe hergestellte Munition im Warschauer-Vertrag-Standardkaliber 5,45 × 39 mm M74 mit einer Mündungsgeschwindigkeit von 980 m/s.

## Einsatz
Die SSG 82 wurden von der Hauptabteilung XXII des Ministeriums für Staatssicherheit, der „Antiterror-Diensteinheit“, verwendet. Darüber hinaus waren Personenschützer und Kräfte des Ministeriums des Innern (MdI) sowie Spezialkräfte der Bereitschaftspolizei mit dieser Waffe ausgerüstet.